# Robert Party
Robert Party (ur. 1924 roku, zm. 20 listopada 2011 w Marsylii) – francuski aktor filmowy i teatralny. Liczne role, głównie drugoplanowe, w filmach kinowych i telewizyjnych, także role teatralne. Wielokrotnie użyczał głosu postaciom z filmów animowanych.

## Filmografia
- 1955 : Chiens perdus sans collier
- 1961 : La Peau et les Os
- 1966 : La Sentinelle endormie
- 1966 : Coplan ouvre le feu à Mexico
- 1967 : Typhon sur Hambourg
- 1971 : La Course du lièvre à travers les champs
- 1972 : Le Charme discret de la bourgeoisie
- 1972 : Traitement de choc
- 1972 : Le Silencieux
- 1972 : Le Serpent
- 1973 : Deux imbéciles heureux
- 1975 : L'Intrépide
- 1976 : La Question
- 1977 : Le Mille-pattes fait des claquettes
- 1979 : I... comme Icare
- 1980 : Rendez-moi ma peau
- 1980 : Engrenage
- 1981 : Mille milliards de dollars
- 1981 : Boulevard des assassins
- 1982 : Les Fantômes du chapelier
- 1983 : Les Mots pour le dire
- 1995 : Ca n'arrive pas qu'aux autres
- 1998 : Le Margouillat

## Role głosowe
- 1995 : Asterix podbija Amerykę – Juliusz Cezar (francuski dubbing)
- 2001 : Atlantyda. Zaginiony ląd (fr. Atlantide, l'empire perdu) – król Kashekim Nedakh (francuski dubbing)[1]